# Casper Ulrich Mortensen
Casper Ulrich Mortensen (Koppenhága, 1989. december 14. –) olimpiai bajnok dán válogatott kézilabdázó, jelenleg a német HSV Hamburg játékosa.

## Pályafutása
Mortensen 2009-ben igazolt a másodosztályú Ajax Københavntól az első osztályban szereplő Fredericia HK-hoz. A csapat 2011-ben Mortensen 98 gólja ellenére kiesett az első osztályból, Mortensen pedig emiatt eligazolt a Viborg HK csapatához. Ott tovább tartott jó formája, 2012-ben a dán bajnokságban 144 találatot szerzett, amivel a góllövőlista második helyére ért fel. A Bajnokok ligájában 2012-ben mutatkozott be a Bjerringbro-Silkeborg csapatával, ahol 12 mérkőzésen 61 gólt lőtt. A 2015–2016-os szezont a német bajnokságban kezdte a HSV Hamburgnál, amely csapat azonban decemberben fizetésképtelenné vált, így 2016 februárjától a TSV Hannover-Burgdorf csapatában játszott. A 2017–2018-as német bajnokságban szerzett 230 találatával gólkirály lett. 2018-tól a spanyol bajnok FC Barcelona játékosa, amellyel 2013 után újra szerepelhet a Bajnokok Ligájában. Ebben az időszakban kétszer is meniszkusz-sérülést szenvedett, emiatt 2019. január és 2020. január között, illetve 2020. november és 2021. április között nem léphetett pályára. 2021-re a szezon végére éppen felépült, így pályára léphetett az Aalborg Håndbold elleni győztes BL-döntőn is.
2021-ben visszatért korábbi csapatához, a HSV Hamburghoz.
Casper Ulrich Mortensen játszott a dán korosztályos válogatottakban, majd 2010-től a felnőtt válogatottban is szerepet kapott, Európa-bajnoki és világbajnoki ezüstérmet szerzett, valamint a 2016-os olimpián Rioban olimpiai bajnok lett. 2019-ben pedig világbajnok tudott lenni.

## Sikerei
- Olimpia győztese: 2016
- Világbajnokság győztese: 2019
  - 2. helyezett: 2013
- Európa-bajnokság ezüstérmese: 2014
- Bajnokok Ligája győztes: 2021
- Spanyol bajnokság győztese: 2019, 2020, 2021

- Német bajnokság gólkirálya: 2018, 2023